# 安宅住吉神社
安宅住吉神社（あたかすみよしじんじゃ）は、石川県小松市安宅町、日本海沿岸に鎮座する神社。
境内に安宅の関址があり、「安宅」「勧進帳」にも取り上げられた伝承から、難関突破の神として知られる。

## 祭神
主祭神：住吉三神（底筒男命・中筒男命・表筒男命）
相殿神：別雷神・少彦名命

### 境内社
- 金比羅社
- 稲荷社
- 関ノ宮

## 概説
梯川河口の南岸に位置し、北側には砂浜と日本海が広がる。
奥州平泉へと逃れる途中の源義経と武蔵坊弁慶が当地にて関守の富樫泰家に疑われながらも難を逃れたとの伝承から、殊に難関突破に霊験あらたかとされる。
拝殿すぐ前の稲荷社前に、勧進帳を読み上げる弁慶像が置かれている。拝殿脇を降りていくと安宅の関址の碑があり、更に浜手へ下ると弁慶・義経・富樫3人の像がある。近くの勧進帳ものがたり館で休憩できる。

## 由緒
かつては安宅住吉大明神・二宮住吉大明神・住吉宮とも称した。天応2年（782年）創建の古社で、当初は琴佩山に鎮座していたが、天暦2年（948年）に鷹降山、天正5年（1577年）小倉野へと遷座を重ね、現在の二堂山に落ち着いたのは正保4年（1647年）のことである。海陸ともに北陸道の要所でもあり、永く旅人の崇敬を集めた。

## 主な祭礼
- 元旦祭 - 1月1日
- 紀元祭・大漁祈願祭 - 2月11日
- 祈年祭・鎮火祭 - 3月10日
- 大祓式 - 6月30日
- 例大祭（安宅まつり） - 9月7日～9日
- 安宅新嘗祭 - 11月30日
- 大祓祭 - 12月31日

## 文学
境内には与謝野晶子・与謝野鉄幹の歌碑、塩田紅果句碑、森山啓文学碑など、多くの文学史跡が残る。

## 交通
- 小松バス安宅線 関跡前下車　徒歩5分
- 北陸自動車道小松ICから梯川を渡って1km